# Калеб Шеперд
Калеб Шеперд (англ. Caleb Shepherd; нар. 29 червня 1993) — новозеландська веслувальниця, срібна призерка Олімпійських ігор 2020 року, чемпіонка світу.

## Виступи на Олімпіадах
| Олімпіада           | Дисципліна | Місце |
| ------------------- | ---------- | ----- |
| Ріо-де-Жанейро 2016 | вісімки    | 6     |
| Токіо 2020          | вісімки    | 2     |

## Зовнішні посилання
- Калеб Шеперд — олімпійська статистика на сайті Sports-Reference.com (англ.) (архівна версія)
- Калеб Шеперд [Архівовано 30 липня 2021 у Wayback Machine.] на сайті FISA.

1. ↑  https://www.teaomaori.news/maori-athletes-competing-rio-olympics-2016
2. 1 2  Caleb Shepherd
3. ↑  Caleb Shepherd
4. ↑  Olympedia — 2006.
5. ↑  https://www.olympic.org.nz/athletes/caleb-shepherd/
6. ↑  Shepherd, Caleb Depression in autobiographical sports writing: A backstage pass into the dark locker room — Hamilton: Waikato Research Commons, 2020.
7. ↑  https://hdl.handle.net/10289/13894